# Juan Antonio Pizzi
Juan Antonio Pizzi Torroja (ur. 7 czerwca 1968 w Santa Fe) – hiszpański trener piłkarski pochodzenia argentyńskiego, piłkarz grający na pozycji napastnika.

## Kariera klubowa
Pizzi urodził się w mieście Santa Fe. Jednak karierę piłkarską rozpoczął w Rosario, w zespole Club Atlético Rosario Central. W argentyńskiej Primera División zadebiutował 11 września 1988 roku w przegranym 2:4 domowym spotkaniu z Argentinos Juniors Buenos Aires. W pierwszym sezonie rozegrał tylko dwa spotkania dla Central, ale już w sezonie 1988/1989 był jego podstawowym zawodnikiem. 14 grudnia 1988 w spotkaniu z Armenio Buenos Aires (3:3) zdobył swojego pierwszego gola w profesjonalnej karierze. W całym sezonie zdobył ich 12, a w kolejnym (1989/1990) zaliczył 17 trafień i był najlepszym strzelcem zespołu. Latem 1990 Argentyńczyk wyjechał do Meksyku i został piłkarzem Deportivo Toluca i zdobył z nim w 1991 roku Puchar Meksyku.
Latem 1991 roku Pizzi trafił do Europy. Jego pierwszym klubem na tym kontynencie stał się zespół CD Tenerife grający w hiszpańskiej Primera División. W lidze hiszpańskiej swój pierwszy mecz zaliczył 8 września, a Tenerife zremisowało 1:1 z Deportivo La Coruña. Natomiast pierwszą bramkę na Półwyspie Iberyjskim strzelił 10 listopada w meczu z Realem Oviedo (1:0). W Tenerife grał w pierwszym składzie i dwukrotnie z rzędu był najlepszym strzelcem drużyny zdobywając po 15 goli w sezonie. W 1993 roku zajął z tym klubem 5. miejsce w La Liga, jedno z najwyższych w historii klubu.
Latem 1993 roku Pizzi przeszedł do Valencii, a 5 września zaliczył w niej swój pierwszy mecz (wygrany 3:0 z Oviedo). W Valencii był jednak rezerwowym dla Serba Predraga Mijatovicia i Fernando. Zdobył 4 gole, ale w 1994 roku wrócił do Tenerife. W sezonie 1994/1995 strzelił dla tego klubu 15 bramek. 21 stycznia 1995 zdobył 4 gole w ligowym meczu z Sevillą (4:2), a w całym sezonie z 31 trafieniami został królem strzelców Primera División, a także otrzymał Złotego Buta dla najlepszego strzelca lig europejskich. Z wyspiarskim zespołem po raz drugi w karierze zajął 5. miejsce w La Liga.
Wysoka forma strzelecka Pizziego zawocowała transferem do silniejszej Barcelony, do której ściągnął go w lipcu 1996 ówczesny trener zespołu, Anglik Bobby Robson. W zespole "Blaugrany" Juan Antonio po raz pierwszy wystąpił 1 września w potyczce z Oviedo, wygranej przez barcelończyków 4:2. W Barcelonie stworzył atak z Brazylijczykiem Ronaldo. Zdobył 9 goli i wywalczył wicemistrzostwo Hiszpanii, a także przyczynił się do zdobycia przez Barcelonę Pucharu Zdobywców Pucharów (wystąpił przez minutę w wygranym 1:0 finale z Paris Saint-Germain). W sezonie 1997/1998 Pizzi został mistrzem Hiszpanii, ale w Barcelonie był dublerem dla Rivaldo i Sonny'ego Andersona, toteż zdobył tylko 3 gole.
Po sezonie Juan Antonio wrócił do Argentyny. Został piłkarzem jednego z czołowych klubów Ameryki Południowej, River Plate. Tam walczył o miejsce w składzie z Javierem Saviolą i Juanem Pablo Ángelem. Latem 1999 znów został zawodnikiem Rosario Central i w całym sezonie 1999/2000 18-krotnie trafiał do siatki rywali oraz został wicemistrzem fazy Apertura. W 2000 roku wypożyczono go do portugalskiego FC Porto, gdzie spędził tylko pół roku wywalczając wicemistrzostwo Portugalii i Puchar Portugalii. Kolejny rok spędził grając w Rosario, a na początku 2002 został zawodnikiem Villarrealu (debiut: 5 stycznia w przegranym 0:2 meczu z Sevillą). W zespole "Żółtej Łodzi Podwodnej" był rezerwowym, a latem zdecydował się zakończyć piłkarską karierę.
| Sezon   | Klub             | Kraj       | Rozgrywki        | Mecze | Bramki |
| ------- | ---------------- | ---------- | ---------------- | ----- | ------ |
| 1987/88 | Rosario Central  | Argentyna  | Primera División | 2     | 0      |
| 1988/89 | Rosario Central  | Argentyna  | Primera División | 26    | 12     |
| 1989/90 | Rosario Central  | Argentyna  | Primera División | 31    | 17     |
| 1990/91 | Deportivo Toluca | Meksyk     | Primera División | 30    | 12     |
| 1991/92 | CD Tenerife      | Hiszpania  | Primera División | 34    | 15     |
| 1992/93 | CD Tenerife      | Hiszpania  | Primera División | 34    | 15     |
| 1993/94 | Valencia CF      | Hiszpania  | Primera División | 19    | 4      |
| 1994/95 | CD Tenerife      | Hiszpania  | Primera División | 32    | 15     |
| 1995/96 | CD Tenerife      | Hiszpania  | Primera División | 41    | 31     |
| 1996/97 | FC Barcelona     | Hiszpania  | Primera División | 36    | 9      |
| 1997/98 | FC Barcelona     | Hiszpania  | Primera División | 15    | 3      |
| 1998/99 | River Plate      | Argentyna  | Primera División | 17    | 6      |
| 1999/00 | Rosario Central  | Argentyna  | Primera División | 28    | 18     |
| 2000/01 | FC Porto         | Portugalia | Superliga        | 11    | 3      |
| 2000/01 | Rosario Central  | Argentyna  | Primera División | 10    | 4      |
| 2001/02 | Rosario Central  | Argentyna  | Primera División | 18    | 7      |
| 2001/02 | Villarreal CF    | Hiszpania  | Primera División | 13    | 1      |

## Kariera reprezentacyjna
W 1994 roku Pizzi otrzymał hiszpańskie obywatelstwo i nie otrzymując powołania do reprezentacji Argentyny 30 listopada zadebiutował w reprezentacji Hiszpanii w wygranym 2:0 meczu z Finlandią. W 1996 roku został powołany przez Javiera Clemente do kadry na Euro 96. W spotkaniu grupowym z Bułgarią (1:1) otrzymał czerwoną kartkę, a zagrał jeszcze w jednym spotkaniu, wygranym 2:1 z Rumunią. Natomiast w 1998 roku wystąpił w jednym spotkaniu Mistrzostw Świata we Francji, które Hiszpanie zremisowali 0:0 z Paragwajem. Był to także ostatni mecz w kadrze narodowej dla Pizziego, który w reprezentacji wystąpił 22 razy i strzelił 8 goli.

## Kariera trenerska
Po zakończeniu kariery Pizzi został trenerem. W 2005 roku wraz z Peruwiańczykiem José del Solarem objął zespół CA Colón. Jednak w fazie Clausura zespół przegrał pierwsze trzy spotkania i duet trenerski został zwolniony. W 2006 roku Juan Antonio trenował peruwiański klub Universidad San Martín Lima i pracował tam do 2007 roku. Następnie prowadził Santiago Morning, a w 2010 roku został trenerem Universidad Católica.
W 2013 roku zdobył tytuł mistrzowski z San Lorenzo. W grudniu 2013 roku został nowym trenerem Valencii. W grudniu 2014 zastąpił Gustavo Matosasa na stanowisku szkoleniowca mistrza Meksyku – Club León. 29 stycznia 2016 zrezygnował z tego stanowiska i został selekcjonerem reprezentacji Chile. 10 października 2017 roku po tym, jak Chile nie zdołało wywalczyć awansu na MŚ 2018, zrezygnował ze stanowiska selekcjonera tej reprezentacji. 28 listopada 2017 roku został selekcjonerem reprezentacji Arabii Saudyjskiej.